# Extrasistole
L'extrasistole è un battito cardiaco prematuro, ossia un evento elettrico del muscolo cardiaco che avviene prima del previsto, alterando la successione regolare dei battiti nel ritmo sinusale. L'impulso nasce quasi sempre in sedi diverse (dette ectopiche) dal nodo seno-atriale, che è il luogo d'origine fisiologica dell'attività elettrica del cuore.
Le extrasistoli possono essere singole, cioè isolate, vale a dire comparire in maniera sporadica, oppure avere una cadenza regolare, ossia dopo ogni battito sinusale (extrasistoli bigemine) o dopo ogni due battiti sinusali (extrasistoli trigemine), possono sennò presentarsi anche sotto forma di "scariche" di due (coppia), tre (tripletta) o più extrasistoli (extrasistoli "a salve").
In genere, a una extrasistole fa seguito una pausa che può essere compensatoria (se la somma del periodo dell'extrasistole più la pausa è uguale a due cicli sinusali) o non compensatoria (se la somma è minore). Le extrasistoli atriali hanno di solito una pausa non compensatoria, quelle ventricolari hanno una pausa compensatoria.
Se non vi è pausa, viene detta extrasistole interpolata.

## Classificazione
In base alla sede di origine, le extrasistoli vengono comunemente distinte in extrasistoli atriali, giunzionali e ventricolari.

### Extrasistoli atriali
All'ECG questi impulsi anomali appaiono come onde P premature, con morfologia differente rispetto alle onde P sinusali. Gli impulsi possono arrivare ai ventricoli attraverso le normali vie di conduzione (in tal caso alla P anomala segue un regolare complesso QRS), oppure possono bloccarsi nel nodo AV che si trova ancora in periodo refrattario (extrasistole atriale non condotta). Oppure possono giungere ai ventricoli in un momento in cui il nodo AV è uscito dal periodo refrattario, ma una delle due branche si trova ancora in fase refrattaria; in tal caso lo stimolo raggiungerà i ventricoli attraverso l'altra branca, per cui si verifica un complesso ventricolare con morfologia tipo blocco di branca. Questo tipo di conduzione viene definito "aberranza", per cui si parla di extrasistole atriale condotta con aberranza.

### Extrasistoli giunzionali
L'impulso origina nel fascio di His e va ai ventricoli dando luogo a un complesso QRS di morfologia regolare. Può verificarsi la retroattivazione degli atri, o lo stimolo può estinguersi, "scontrandosi" con quello sinusale nel nodo seno-atriale.

### Extrasistoli ventricolari
In questo tipo di contrazioni premature (sovente abbreviate in CVP o Contrazione Ventricolare Prematura) l'impulso origina nei ventricoli, a valle della biforcazione del fascio di His. All'ECG si rilevano complessi QRS larghi, non preceduti dall'onda P e pertanto chiaramente distinguibili da quelli sinusali. Anche in questo caso può verificarsi o non verificarsi la retroattivazione degli atri.

## Cause
Le extrasistoli compaiono in tutti i soggetti sani, in qualsiasi età, compresa l'infanzia. Sono espressione di stress, ansia, stanchezza, sforzi fisici, deprivazione di sonno, tabagismo, uso di stupefacenti o abuso di caffeina. In alcuni casi possono comparire dopo un pasto abbondante (extrasistole post-prandiale), legate a distensione del fondo gastrico, o legate alla presenza di un'ernia iatale.
Raramente possono essere espressione di una malattia cardiaca, di un disturbo elettrolitico (ad es. carenza di potassio), di un'alterazione ormonale o di una malattia della tiroide.

## Effetti dell'extrasistole
I soggetti nei quali si verifica questa aritmia descrivono manifestazioni quali "tuffo al centro del petto con successiva sensazione di un battito intenso, talora intervallato da una pausa”. Quando percepita dà sensazione di panico e morte imminente, nonostante la stragrande maggioranza delle volte sia del tutto fisiologica. Spesso l'extrasistole, non viene avvertita soggettivamente. Talvolta il paziente si accorge del fenomeno controllandosi da solo il polso o la pressione arteriosa, ma può capitare che le extrasistoli, del tutto asintomatiche, vengano registrate occasionalmente ad un elettrocardiogramma (ECG) eseguito per altri motivi.

## Diagnosi
L'ECG permette di rilevare un complesso QRS prematuro. In base alle sue caratteristiche, si può distinguere l'origine dell'extrasistole.
- Se il QRS prematuro è preceduto da un'onda P, l'extrasistole è sicuramente atriale. Se non è preceduto da onda P, si può determinare l'origine dell'extrasistole dalla larghezza del QRS.
- Se il complesso QRS è stretto, l'extrasistole è atriale. Se è largo, ma ugualmente preceduto da un'onda P anomala, l'extrasistole è atriale ma verosimilmente ha trovato una delle branche del fascio di His ancora in periodo refrattario ed è stata condotta ai ventricoli con aberranza ("blocco di branca funzionale").
- Se vi sono più complessi QRS prematuri, e tutti presentano la stessa morfologia e lo stesso ritardo, si parla di extrasistoli monomorfe,  hanno un solo focus d'origine ectopica, spesso si manifestano in soggetti sani e raramente sono sintomo di una cardiopatia sottostante; al contrario, se i complessi QRS hanno morfologia differente, si parla di extrasistoli polimorfe, possiedono diversi centri ectopici ed hanno quasi sempre genesi organica, molte volte indicano la presenza di un danno miocardico.

Se si riscontrano extrasistoli isolate, monomorfe, in un paziente con un'obiettività cardiovascolare normale, le extrasistoli non hanno alcun significato e il paziente non ha bisogno di ulteriori indagini.
Raramente le extrasistoli possono dare l'innesco ad aritmie sostenute: un'extrasistole atriale può dare inizio a una tachicardia parossistica sopraventricolare, a un flutter, a una fibrillazione atriale o a una tachicardia giunzionale; un'extrasistole ventricolare può scatenare una tachicardia da rientro AV o una tachicardia ventricolare.
In rari casi, cioè quando sono presenti in numero estremamente elevato (molte migliaia al giorno), le extrasistoli potrebbero determinare lo sviluppo di una cardiomiopatia dilatativa. In tali casi, la riduzione o l'eliminazione delle extrasistole (ad esempio tramite ablazione radioelettrica) determina solitamente la progressiva regressione della cardiomiopatia.